# クリミア半島
- クリミア
- クリム

クリミア半島（クリミアはんとう）、または単にクリミア（英語: Crimea, ロシア語: Крым, ウクライナ語: Крим, クリミア・タタール語: Къырым）は、黒海の北岸にある半島。面積は26,844 km2、2014年1月1日時点の人口は235万3100人。

## 名称
「半島」という単語を用いてクリミア半島と呼ぶ場合と、単にクリミアと呼ぶ場合がある。
クリミア半島は、英語でCrimean Peninsula、ロシア語でКрымский полуостров、ウクライナ語でКримський півострів、クリミア・タタール語のキリル文字表記でКъырым ярымадасы、同じくラテン文字表記でQırım yarımadası。
クリミアは、英語でCrimea、ロシア語でКрым、ウクライナ語でКрим、クリミア・タタール語のキリル文字表記でКъырым、同じくラテン文字表記でQırım。
日本語で一般的な名称となっている「クリミア」は英語のCrimea（[kɹaɪˈmiːə] クライミア）に由来する。
このほか、ロシア語Крым（[krɨm] クルィム）またはウクライナ語Крим（[krɪm] クルィム）のカタカナ表記からクルィム、ロシア語の日本語表記の異形またはドイツ語のKrim（[kʀɪm] クリム）からクリムと呼ぶこともある。
これらのヨーロッパ諸言語に基づく名称は、クリミア・タタール語を含むテュルク諸語による古くからの名称 قريم / Qïrïm / Qırım / Къырым （[qɯˈrɯm] クルム）に由来する。クルムは、もともとはジョチ・ウルス時代のクリミア半島の中心都市（現在のスタリ・クリム）の名称で、オスマン帝国がクリミア・ハン国を支配していた時代に半島全体の名称となった。クルムの語源は確かではなく、古テュルク語で「丘」、「尾根」、「山の頂」などを意味した“*Kɨr”という単語にあてる説、黒海北岸の古代地名である「キンメリア」と関係あるとする説などがある。
ヨーロッパでは、古くはギリシア語の地名Ταυρική（タウリケ）に由来するタウリカ、タウリスと呼ばれていた。この名前は古代にクリミア半島に居住していたスキタイ＝キンメリア系民族のタウロイに由来する。ストラボンとプトレマイオスは、現在のケルチ海峡を「ボスポロス・キンメリオス」（キンメリア海峡）、タウリカの中心都市を「キンメリウム」、半島そのもの又は最東端の岬のことを「プロモントリウム・キンメリウム」（キンメリア岬）とキンメリア人と関連づけて呼んでいる。
英語でのクリミア系統の名称の用例は、18世紀にクリミア・ハン国を指してクリム・タルタリー（Crim Tartary）としたものがある。英語のCrimeaのつづりはイタリア語（少なくとも17世紀にはこの名称が使用されていた。）由来で1780年代に使われ、19世紀を通じて英語の伝統的な名称であったタウリカやタウリスに置き換わった。
ロシア語では、古名であるタウリカが、18世紀末にロシア帝国が併合したクリミア半島にタヴリダ州を設置したことで復活している。
タヴリダの地名はソ連以降、公式の行政地名としては用いられていないが、クリミア半島に所在する機関や団体の名称に用いられることがあり、タヴリダ国立大学、SCタフリヤ・シンフェロポリなどがある。

## 歴史

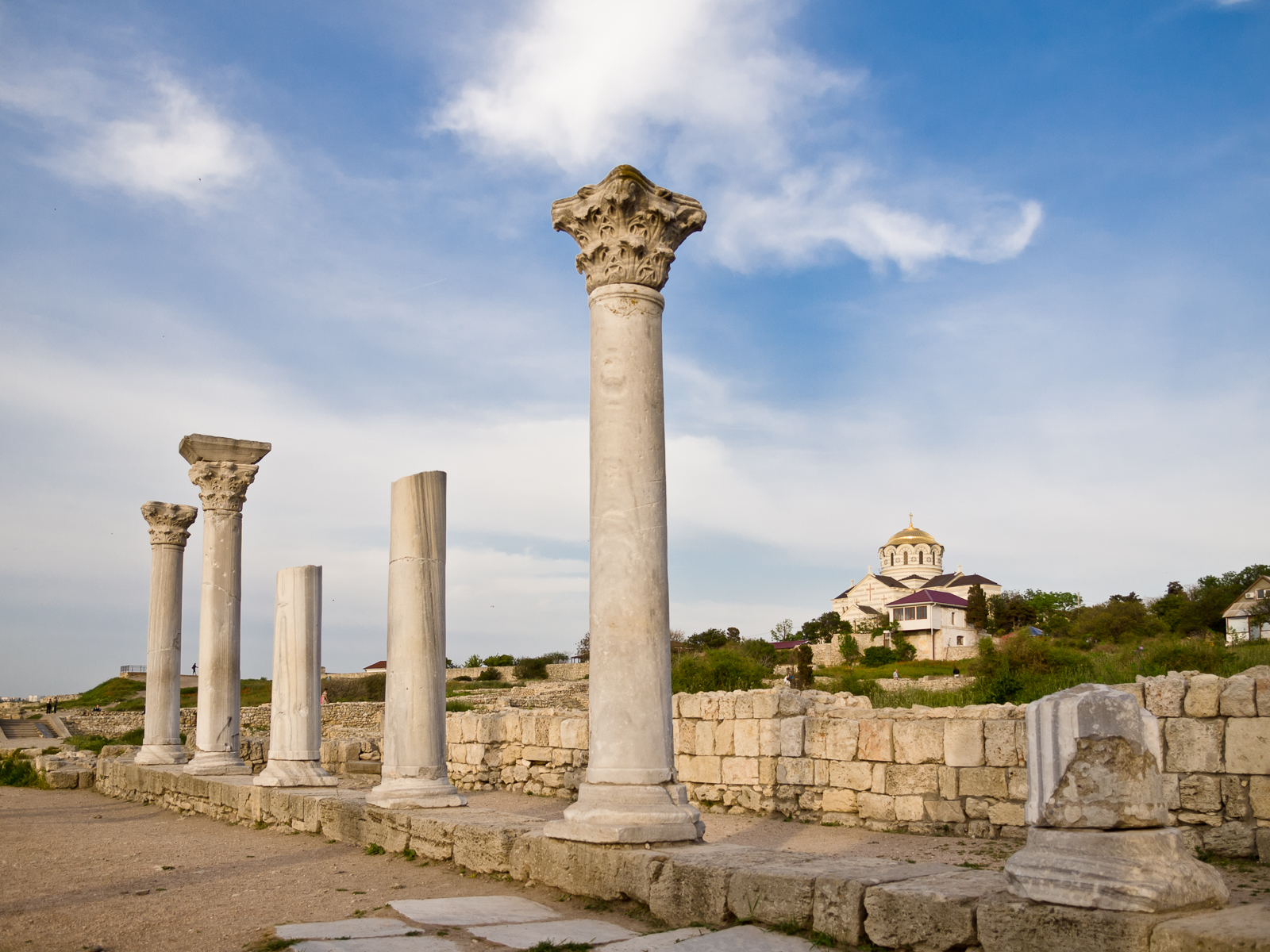
ギリシア人の植民都市ケルソネソスの遺跡

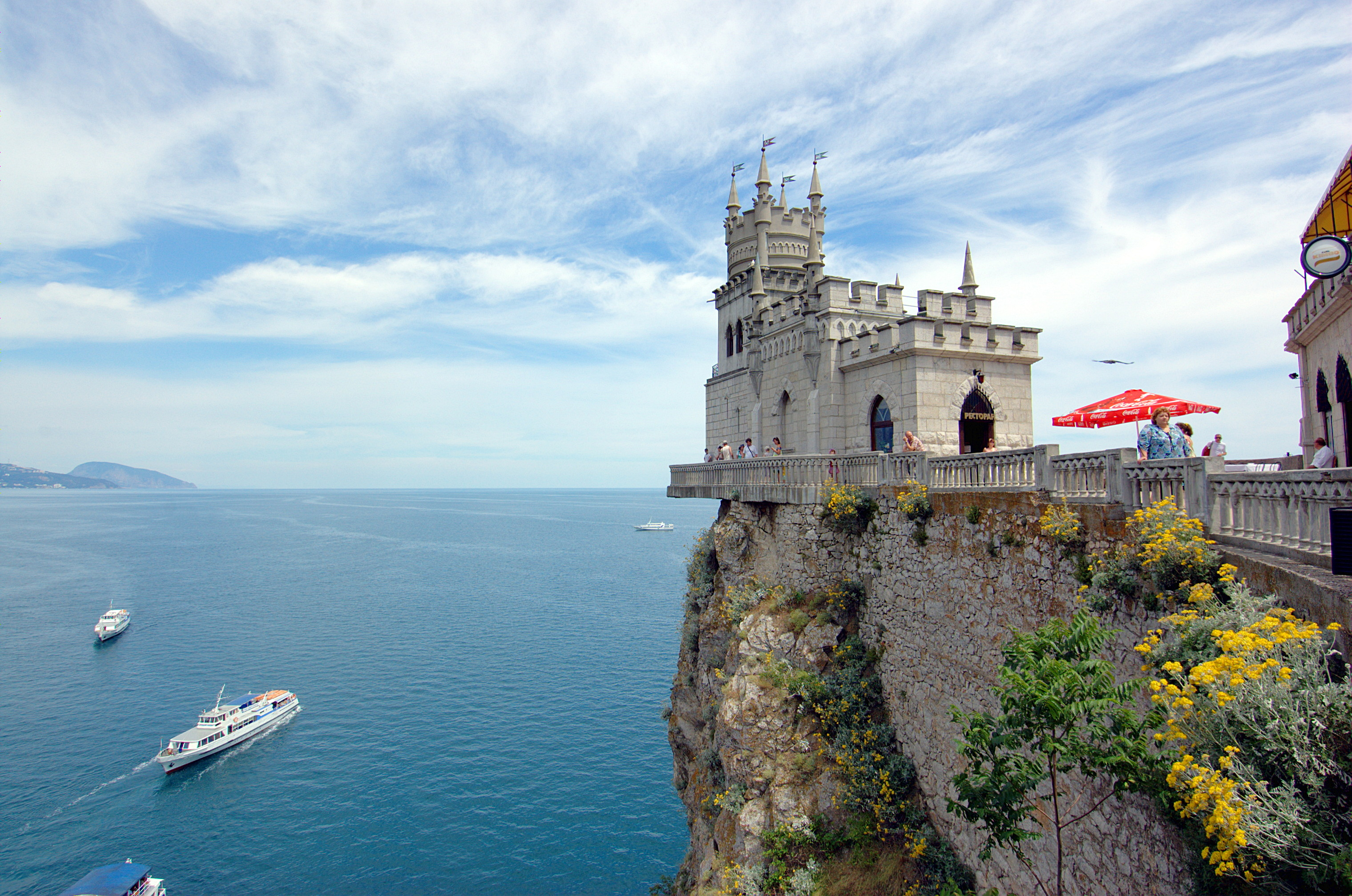
ツバメの巣（ヤルタ）。帝政末期の1912年に建設されたクリミアのランドマーク

古代にはキンメリア人とスキタイ人の居住地であるとともに、ギリシア人の植民都市が建設された。この時代の主要都市であるケルソネソスは現在のセヴァストポリの近郊にあった。
その後、ローマ人、ゴート人、フン人、ブルガール人、ハザール人、キエフ大公国、ビザンティン帝国、キプチャク人などによる支配を受けた。13世紀にはモンゴルの征服を受けてモンゴル帝国の分枝であるジョチ・ウルスの支配下に入り、沿岸の一部がヴェネツィアとジェノヴァの統治下におかれた。
1443年から1783年まで、ジョチ・ウルスの継承政権であるクリミア・ハン国がオスマン帝国の属国となって存続した。1783年にロシア帝国のエカチェリーナ2世がクリミア・ハン国を併合した。1853年から1856年にかけてはフランス、イギリス、オスマン帝国およびサルデーニャ王国の同盟軍とロシア帝国が激突したクリミア戦争の主要な戦場となった。
なおクリミア・ハン国の住民は8世紀頃にクリミア半島へ流入したテュルク系ムスリム住民を起源とするクリミア・タタール人であった。
1917年に始まるロシア内戦では、クリミアは白軍（反革命側）に占拠されていた。白軍が赤軍によって駆逐された後、クリミアはソビエト連邦の一部となり、1921年にクリミア自治ソビエト社会主義共和国が置かれた。第二次世界大戦では、独ソ戦において数年にわたってナチス・ドイツの占領下となった。
クリミアの戦い (1941年-1942年)ではクリミアタタール人の多くが赤軍に参加させられたが、1944年にはスターリンによりクリミア・タタール人は対独協力の嫌疑をかけられ、約20万人が中央アジアやシベリアに強制移住を余儀なくされ、その過程で住民の多くが命を落とした。この出来事はクリミア・タタール人追放（Sürgün）として現在でもクリミア・タタール人の間で広く記憶されている。
1954年、クリミアはロシア出身・ウクライナ育ちのフルシチョフの指導により、ロシア・ソビエト連邦社会主義共和国からウクライナ・ソビエト社会主義共和国へとソ連構成国間の移管が行われた。また1953年のスターリンの死後、1967年にクリミア・タタール人への追放措置は解除され、クリミアへの帰還運動が始められた。
1991年のソビエト連邦の崩壊により独立したウクライナに属するクリミア自治共和国となった。同年、ソ連邦内の全クリミア・タタール人から代議員が選出され、最高意思決定機関であるクリミア・タタール民族大会（クルルタイ）が開催され、クリミアへの帰還に向けての努力が進められた。クルルタイは常設機関としてクリミア・タタール民族会議（メジュリス）を設置した。
2014年クリミア危機の結果、クリミア半島の帰属はウクライナとロシア連邦との間で現在係争状態にある。ウクライナに所属する自治共和国として自治を拡大するかロシア連邦に編入されるかが問われた『住民投票』で96.6%の住民がロシアへの編入を支持し、これに基づいてロシアはクリミア編入を行った。

## 政治
2014年クリミア住民投票の結果、3月18日にロシアがクリミア半島の編入を宣言し、クリミア共和国とセヴァストポリ連邦市を自国の連邦構成主体とした。事実上、ロシアの実効支配下にあるが、ウクライナ政府等は、住民投票およびロシアによる編入を非合法のものであったとして承認せず、国際連合総会は住民投票を無効とする決議を賛成100か国、反対11か国（棄権58か国）で採択した。
国際社会がロシアによる事実上の編入以降も法的に存続しているとみなすウクライナ領のクリミア自治共和国は1991年に設立された。1990年代には一時期、大統領がいたこともあったが、その後はウクライナ中央政府が派遣する大統領特別代表の下に、議院内閣制を採用していた。立法府は100議席のクリミア自治共和最高会議で、ウクライナ実効支配下で最後に行われた2010年選挙ではクリミア住民の大半を占めるロシア人などのロシア語話者を支持基盤とした地域党が50選挙区のうちの48区で勝利した。クリミアにおけるウクライナ大統領特別代表は、2014年5月22日よりナタリア・ポポビッチが務めている。
政府による公式の統治機構と別に、クリミア・タタール人の民族自治機関としてクリミア・タタール民族会議（メジュリス）が活動している。

## 行政区分

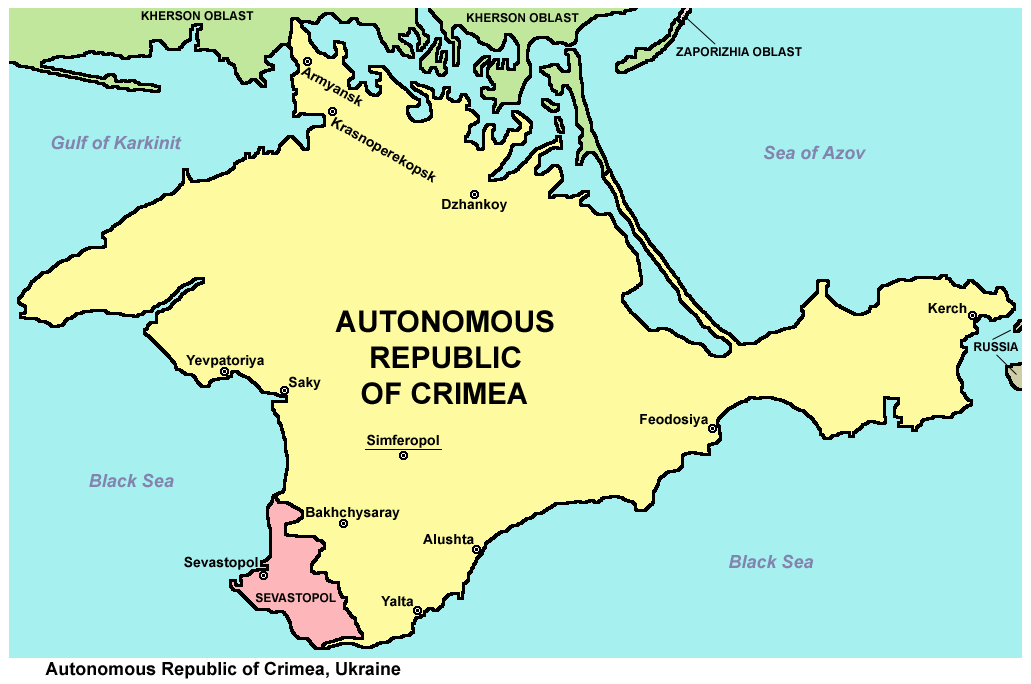
クリミア自治共和国/クリミア共和国（黄色）とセヴァストポリ特別市/セヴァストポリ連邦市（ピンク）

ウクライナ領としてはクリミア自治共和国とセヴァストポリ特別市、ロシア領としてはクリミア共和国とセヴァストポリ連邦市が置かれる。
クリミア自治共和国は単一国家であるウクライナでは唯一の自治共和国であり、セヴァストポリはロシア海軍の黒海艦隊が租借する基地があるという重要性から自治共和国の管轄外でウクライナ中央に直属する特別市となっている。ロシアはクリミア自治共和国をクリミア共和国として編入し、セヴァストポリは都市単独で州や共和国と対等な連邦構成主体である連邦市とした。ロシアはクリミア半島の連邦構成主体を管轄させるため、クリミア連邦管区を設置し、その後南部連邦管区に吸収合併させた。
クリミア自治共和国/クリミア共和国は14郡と11の基礎自治体からなり、セヴァストポリは5区に分かれている。

## 地理

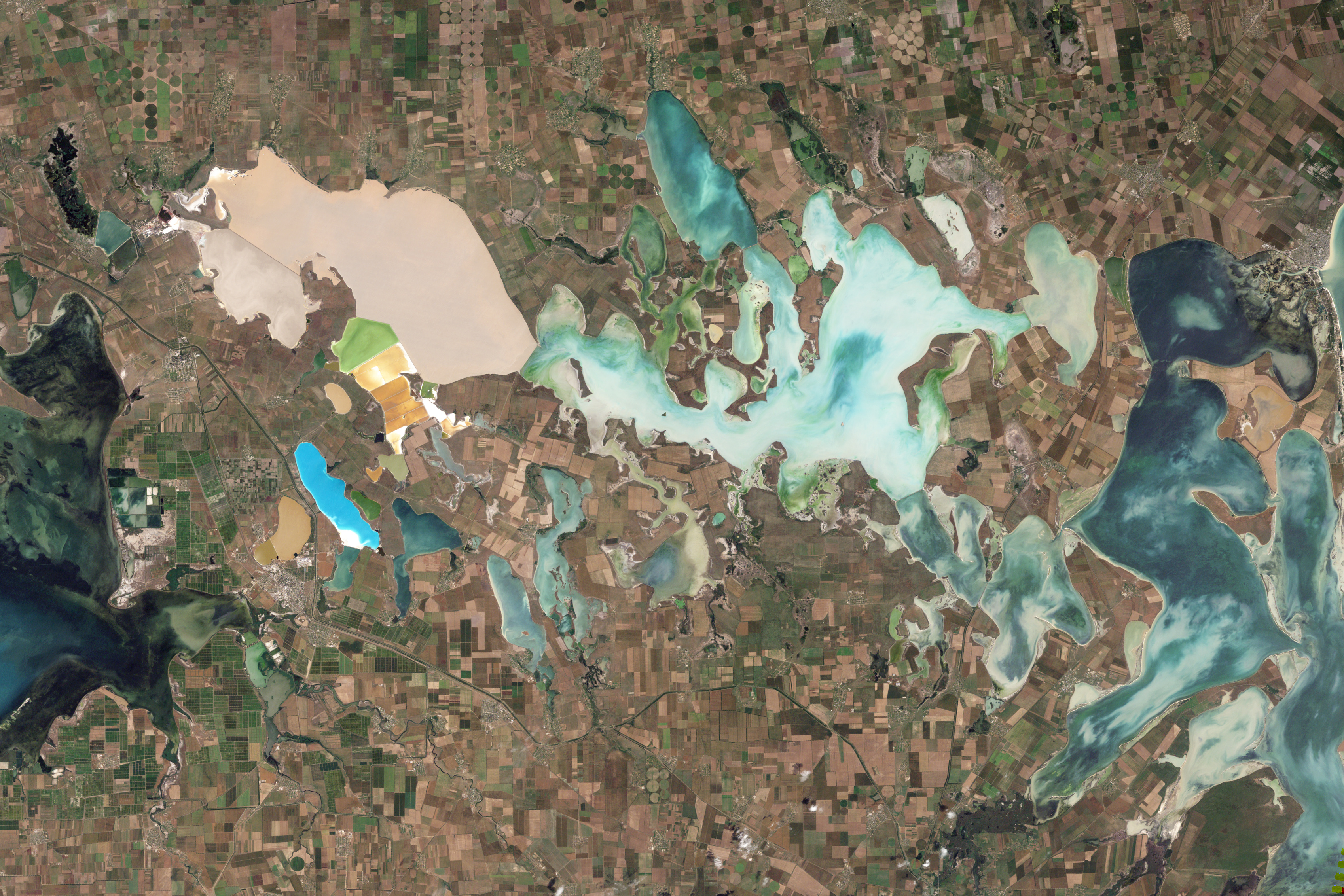
腐海（スィヴァーシュ）とペレコープ地峡（ピンク色に濁った海域の西側）

クリミア半島の位置は、北緯44度23分-44度23分（約322km）、東経32度30分-32度30分（約177km）。面積は2万6844km2で、日本列島と比較すると四国より大きく、九州より小さい。
北部は幅5-8kmのペレコープ地峡によってユーラシア大陸（ウクライナのヘルソン州）とつながっている。ペレコープ地峡の東は、アゾフ海にかけて極めて浅い干潟のような腐海（スィヴァーシュ）と呼ばれる潟が広がり、大陸側から突き出したチョンガル半島との間の浅く狭いチョンガル海峡にも自動車と鉄道の渡れる短い橋で接続している。クリミアの東端はケルチ半島と呼ばれる細長い陸地で、最狭部の幅が3.1kmほどのケルチ海峡を挟んでロシアのクラスノダール地方から伸びるタマン半島と向かい合っている。ロシアによるクリミア半島の事実上の編入後にはクリミア大橋が開通した。
全体的な地形は、北部・中部のステップと、南部の山岳地帯、および沿岸部に分かれる。
海岸は浸食されて多くの入り江を形成している。ペレコープ地峡の西側には複数の港を持つカーキニット湾がある。カラミタ湾のある南西の海岸には、イェウパトーリヤ、セヴァストポリ、バラクラヴァの港があり、1854年のクリミア戦争など何度かの戦争で激戦地となった。ケルチ海峡の北側には、アラバト湾またはイエニカレ湾があり、同じく南側には、ジェノヴァ共和国とオスマン帝国が黒海交易の拠点としたカッファ港のあるフェオドシヤ湾（カッファ湾）がある。
南東の海岸は、クリミア山脈（ヤイラ山地）にそって、すぐ8-12kmのところにある。内陸部にはもう一つアルピンメドゥーの山々が並んでいる。これらの山々は、ヘラクレス半島の南西の先端では、黒海の海底から標高600から750mまで、急勾配にそびえ立っている。そのフィオレンテ岬の頂上には、ギリシャ人の女司祭イーピゲネイアが仕えたアルテミスの神殿があったと考えられている。
半島の中央部から北部は山地から北西方向になだらかに傾斜し、東ヨーロッパ平原に連なるステップになっている。ステップは半島の75%を占め、古代からロシア併合まで遊牧民が放牧を行っていた地域で、古代スキタイ人の墓や古墳が点在している。
ヤイラ山地の背面の風景はまた違ったものになっていて、細い海岸線や山地の斜面は、草木で覆われている。ロシアのリビエラと言われる場所が、サールィチ岬からフェオドシヤまでの南岸である。そこには、フォロス、アルプカ、ヤルタ、グルスフ、アルシタ、スダク、フェオドシヤなど、夏の海水浴リゾート地が軒をつらねている。また、タタール人の村の遺跡や、モスク、カトリックの修道院も数多くある。ロシアの皇族や貴族たちがよく訪れた場所でもあり、古代ギリシアの趣ある遺跡や、中世に建てられた要塞なども見ることができる観光地である。

## 経済

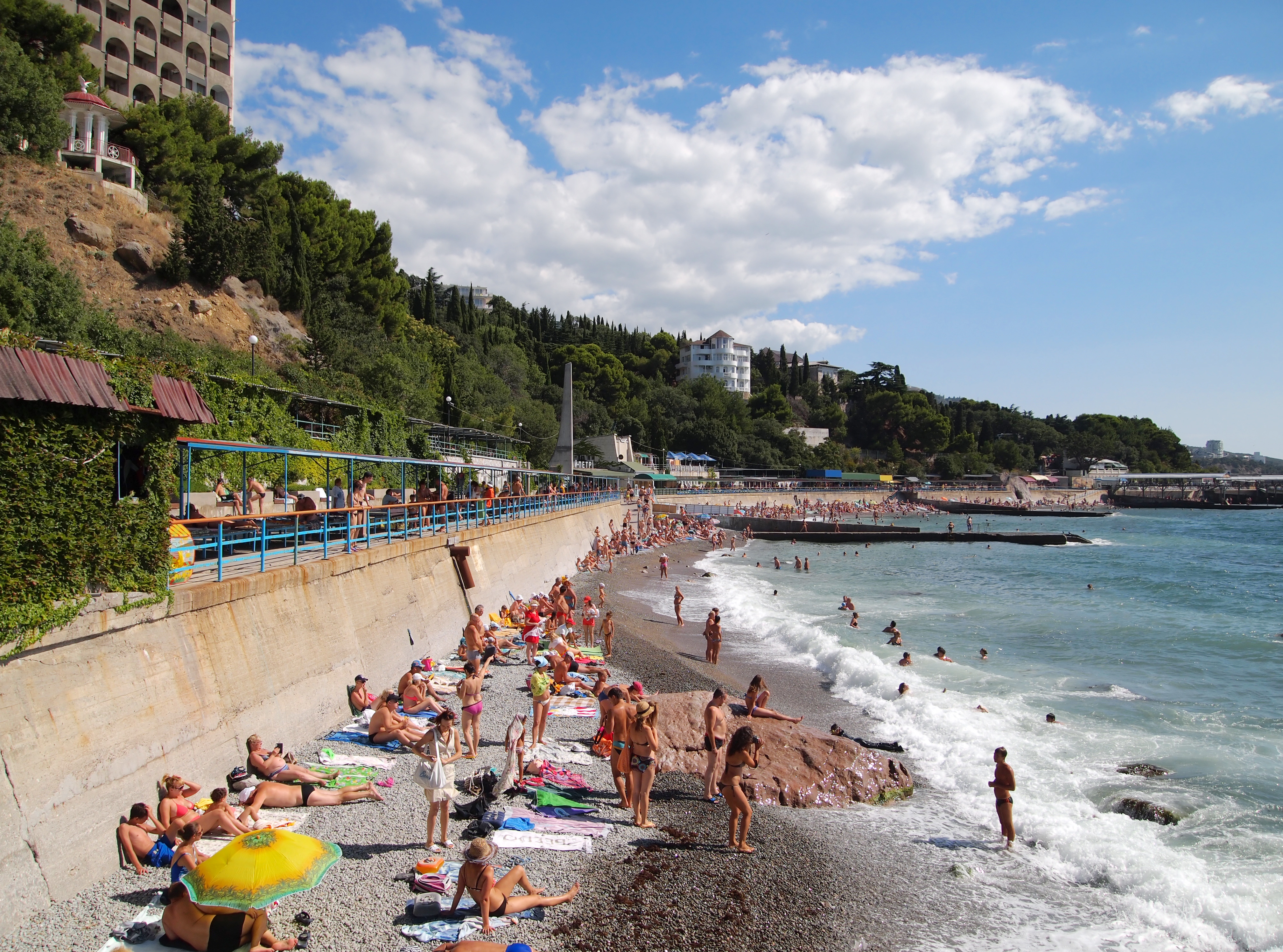
観光客で賑わう海水浴場。観光はクリミア経済における主要産業となっている。

工業地帯は主にクリミア半島の北部に位置する。主要な工業都市はクリミア半島内の各地とウクライナの本土（大陸）側を結ぶ鉄道の結節点となっているジャンコイである。ほかの都市にクラスノペレコプスク、アルミャンスクなどがある。クリミアにおける主要な工業分野には食品、化学、機械製造、金属加工、および燃料生産が含まれる。工業市場の60%は食品製造業が占める。製造業の企業数は大規模なものが291社、小規模なものが1002社である。
農業は穀物、野菜、園芸と、ウクライナワインの一種として知られ、特にヤルタやマッサンドラで盛んなブドウ果樹栽培などが行われている。畜産は牧畜、養鶏、畜羊などである。クリミア半島のその他の生産物には塩（海塩）、斑岩、石灰岩、鉄鉱石（ケルチ近郊で採掘される）がある。
このほか、クリミアは陸上および海中の両方にガス田を有する。これらはすべてウクライナのパイプラインに接続され、西側の石油・ガス会社によって開発されていた。陸上のものはチェルノモルスク郡とジャンコイにあり、海中のものは西海底の黒海と北東海底のアゾフ海にある。

### 交通

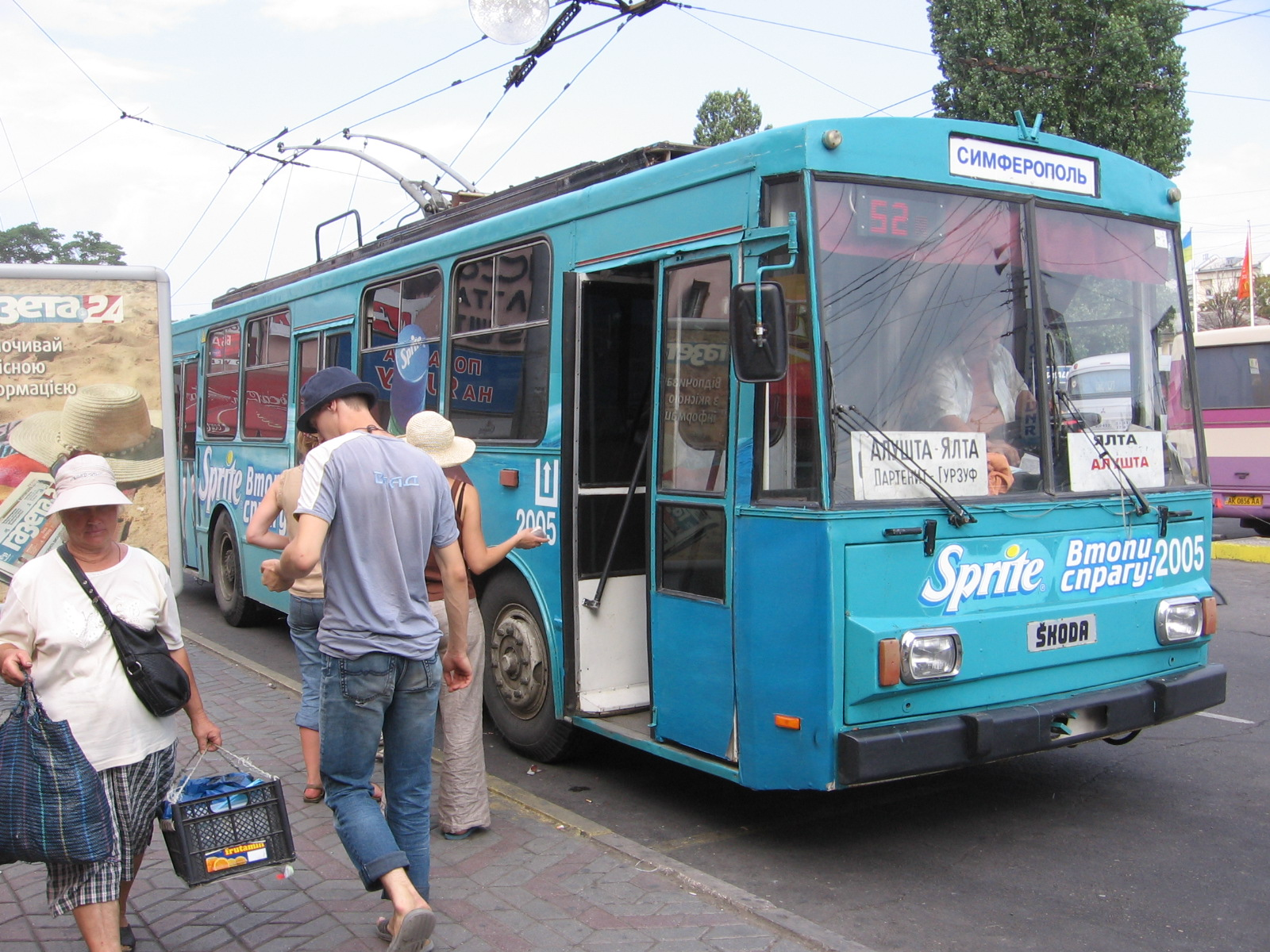
シンフェロポリとヤルタを結ぶトロリーバス

クリミアの都市・村の間はバス路線によって結ばれている。トロリーバスでは世界最長の路線がある。この路線はシンフェロポリの鉄道駅からクリミア山脈を超えてアルシタとヤルタまでを3時間で結ぶ全長約96キロメートルの山岳線で、1959年に開通した。
鉄道はアルミャンスク-ケルチ線（フェオドシヤ支線に接続）と、メリトポリ-セヴァストポリ線（イェウパトーリヤ支線に接続）がある。両路線は半島北部のジャンコイで交差したあと、アルミャンスクからペレコープ地峡を経てヘルソン州へ、ジャンコイから腐海を渡ってザポーリジャ州のメリトポリへとウクライナ本土側に接続している。また、イェウパトーリヤには市内と近隣の村を結ぶ路面電車がある。
海上交通はヤルタ、フェオドシヤ、ケルチ、セヴァストポリ、チョルノモルスクとイェウパトーリヤがそれぞれ結ばれている。

### 観光
クリミアの保養地としての開発は19世紀後半に始まった。交通ネットワークが整備され、ロシア帝国中央からの観光客が増大した。20世紀初頭には、離宮や別荘の開発が行われた。これらは現存し、クリミアの主要な観光スポットとなっている。
観光開発の次の段階は、空気や湖、環境の療養効果を認めたソビエト政府の政策により始められた。ソ連の労働者にとってクリミアは「健康改善」のための療養地となり、数多くのソ連人民がクリミアを訪れた。
1990年代には、クリミアは「健康改善」のためというよりもリゾートのための保養地となった。多くの観光客が訪れるのは南部海岸のヤルタやアルシタ、西部海岸のイェウパトーリヤやサーキ、東南部海岸のフェオドシヤやスダクである。ナショナルジオグラフィックによると、クリミアは2013年の全世界の観光地トップ20のひとつである。

## 住民
2014年1月1日時点の人口は235万3100人で、2001年ウクライナ国勢調査で報告された237万6151人からわずかに減少している。このうち約200万人がクリミア自治共和国、約35万人がセヴァストポリ特別市に居住する。

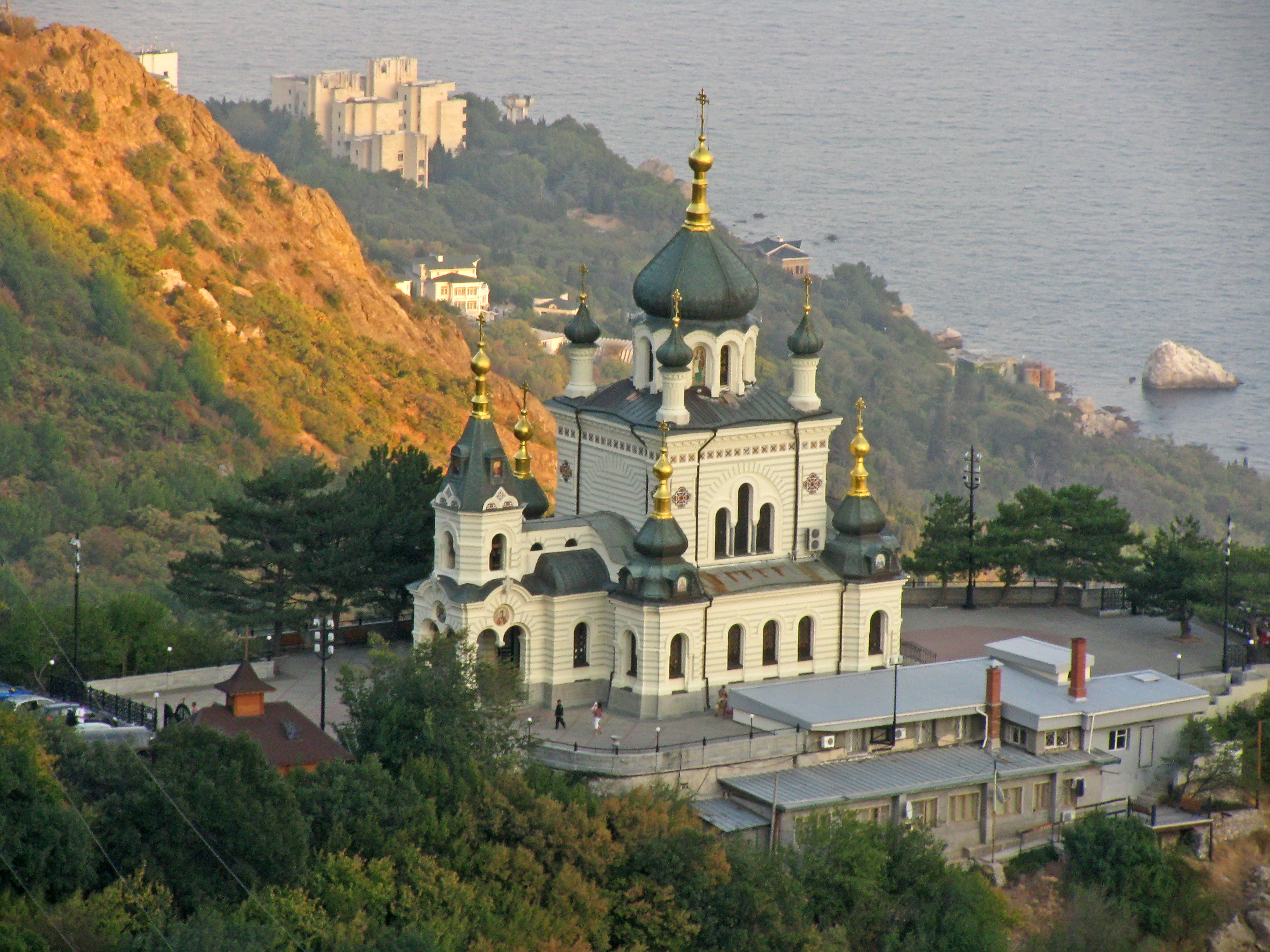
正教会の聖堂

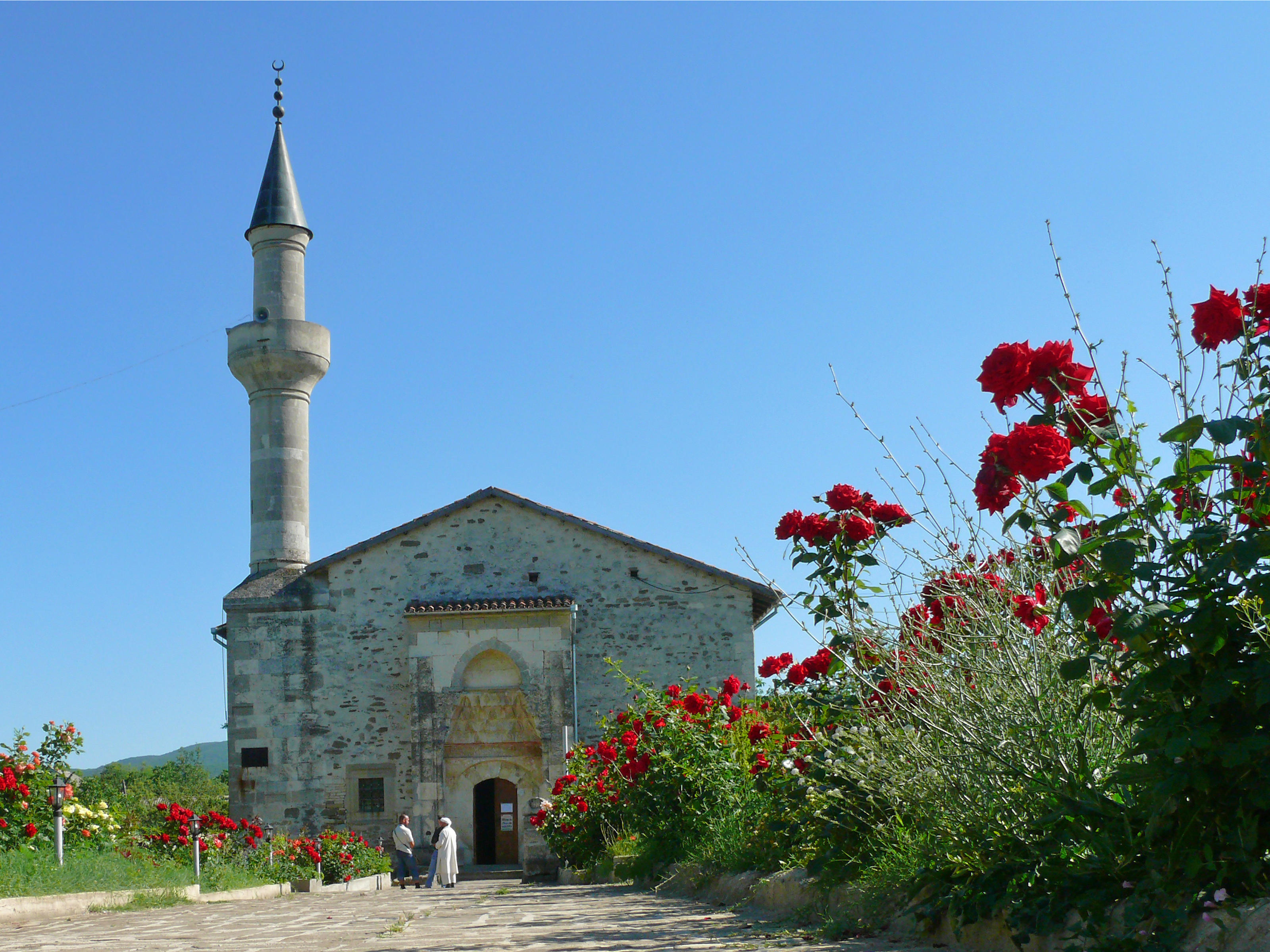
スタールイ・クルイムのウズベク・ハン・モスク

人口に占める民族の割合は、2001年調査において、調査対象者が自己申告した民族籍によると以下のとおりである。
| \| \| \| \| \| \| \| ロシア人 \| ロシア人 \| \| 1,450,000人（58.5%） \| 1,450,000人（58.5%） \| \| ウクライナ人 \| ウクライナ人 \| \| 577,000人（24.0%） \| 577,000人（24.0%） \| \| クリミア・タタール人 \| クリミア・タタール人 \| \| 245,000人（10.2%） \| 245,000人（10.2%） \| \| ベラルーシ人 \| ベラルーシ人 \| \| 35,000人（01.4%） \| 35,000人（01.4%） \| \| タタール人 \| タタール人 \| \| 13,500人（00.5%） \| 13,500人（00.5%） \| \| アルメニア人 \| アルメニア人 \| \| 10,000人（00.4%） \| 10,000人（00.4%） \| \| ユダヤ人 \| ユダヤ人 \| \| 5,500人（00.2%） \| 5,500人（00.2%） \| |                      |  |                      |                      |
| |                      |  |                      |                      |
| ロシア人 | ロシア人             |  | 1,450,000人（58.5%） | 1,450,000人（58.5%） |
| ウクライナ人 | ウクライナ人         |  | 577,000人（24.0%）   | 577,000人（24.0%）   |
| クリミア・タタール人 | クリミア・タタール人 |  | 245,000人（10.2%）   | 245,000人（10.2%）   |
| ベラルーシ人 | ベラルーシ人         |  | 35,000人（01.4%）    | 35,000人（01.4%）    |
| タタール人 | タタール人           |  | 13,500人（00.5%）    | 13,500人（00.5%）    |
| アルメニア人 | アルメニア人         |  | 10,000人（00.4%）    | 10,000人（00.4%）    |
| ユダヤ人 | ユダヤ人             |  | 5,500人（00.2%）     | 5,500人（00.2%）     |

### 人口の変遷
クリミアの民族構成は20世紀前半に劇的な民族移動が起こった結果の産物である。1783年のロシア併合以前の住民はイスラム教スンナ派を信仰するクリミア・タタール人が多数派で、そのほかに正教会信徒のギリシャ人（言語的にクリミアゴート語を話したゴート人やクリミアタタール語を話したウルム人を含む）、アルメニア使徒教会のアルメニア人と、ユダヤ教を信じるユダヤ人がおり、併合後にロシア人やウクライナ人などの東スラブ系民族が入植した。1879年にクリミア半島を含む地域を管轄したロシア帝国のタヴリダ県で行われた調査によると、当時の人口はクリミア・タタール人が194,294人 (35.55%) 、ロシア人が180,963人 (33.11%)、ウクライナ人が64,703 (11.84%)であった。
| 民族                 | 1897年    | 1897年 | 1926年:184 | 1926年:184 | 1939年      | 1939年 | 1989年 | 1989年 | 2001年      | 2001年 |
| 民族                 | 人口      | 割合   | 人口       | 割合       | 人口        | 割合   | 人口   | 割合   | 人口        | 割合   |
| -------------------- | --------- | ------ | ---------- | ---------- | ----------- | ------ | ------ | ------ | ----------- | ------ |
| 総人口               | 546,592人 | 100.0% | 713,823人  | 100.0%     | 1,126,429人 | 100.0% |        | 100.0% | 2,033,700人 | 100.0% |
| ロシア人             | 180,963人 | 33.1%  | 301,398人  | 42.2%      | 558,481人   | 49.6%  |        | 65.6%  | 1,180,441人 | 58.5%  |
| ウクライナ人         | 64,703人  | 11.8%  | 77,405人   | 10.8%      | 154,123人   | 13.7%  |        | 26.7%  | 492,227人   | 24.4%  |
| クリミア・タタール人 | 194,294人 | 35.6%  | 179,094人  | 25.1%      | 218,879人   | 19.4%  |        | 1.9%   | 243,433人   | 12.1%  |
| その他の民族         | 106,632人 | 19.5%  | 155,926人  | 21.9%      | 194,946人   | 17.3%  |        | 5.8%   | 117,599人   | 5%     |

（1989年と2001年の数値はセヴァストポリ特別市を除く。）
クリミア・タタール人は、2001年の国勢調査ではクリミア自治共和国の12.1%、クリミア半島全域の10.2%を占めるに過ぎないが、クリミア・ハン国が成立した中世後期以降にクリミア半島内でキプチャク系のノガイ族の遊牧民とオグズ系のトルコ民族、南部の山岳地帯や海岸部に住む元キリスト教徒の諸民族の子孫が混交して形成された土着の民族である:74。1944年にヨシフ・スターリンの政策で中央アジアに強制移住させられ、ソ連末期の1980年代末からクリミア半島に帰還し始めた。
クリミア半島のユダヤ人は、歴史的にはラビ派を信仰しテュルク諸語のクリムチャク語を使用したクリムチャク人とカライ派を信仰しクリムチャク語とは異なるテュルク諸語のカライム語を使用したクリミア・カライム人からなる。1879年のタヴリダ県の人口調査によると、ラビ派のユダヤ人は4.20%、カライム人は0.43%であった。1939年の時点で約6万5000人いたユダヤ人（クリムチャク人を含み、カライム人は含まない）は第二次世界大戦中のナチス・ドイツによる占領下で、ホロコーストの犠牲になっている。
クリミア・ドイツ人も1939年の時点で6万人いたが、第二次大戦で独ソ戦が始まると、スターリンの命令で追放された。少数がソ連崩壊後に帰還しており、2001年の国勢調査によると約2500人（0.1%）のドイツ人がクリミアに居住している。クリミア・タタール人、ドイツ人のほか、スターリンは1944年に2万人のギリシャ人と1万4000人のブルガリア人も追放した。一連の民族移動の結果、第二次世界大戦後にはロシア人、ウクライナ人、ベラルーシ人の東スラブ系民族以外で規模の大きい民族はクリミア半島から激減して現在に至っている。

### 言語

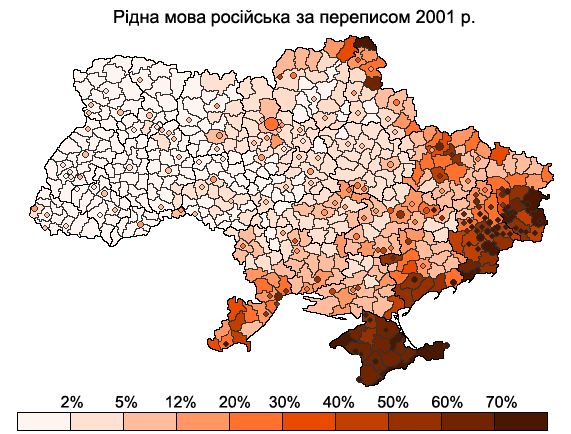
ロシア語話者のウクライナの地域別分布図（2001年国勢調査）

2001年の国勢調査によると、クリミア自治共和国の住民の77%がロシア語を母語としており、自分自身を民族的にロシア人とみなさないウクライナ人などの間でも広くロシア語が話されている。クリミア半島はウクライナの中でもロシア語を日常的に話す人の割合が特に高かった地域で、2014年ウクライナ騒乱で親ロシア派政権とされるヴィクトル・ヤヌコーヴィチ政権が崩壊した直後に、暫定政権がウクライナ語以外の少数言語を地域公用語とすることを認める法律を廃止した際にクリミアでは強い反発が起こった。
2001年時点で、クリミア・タタール人は93%と非常に高い割合でクリミア・タタール語を母語と申告しており、クリミア・タタール語話者の人口は自治共和国全体の11.4%である。ウクライナ語を母語とすると申告した人は10.1%で、民族としてはウクライナ人と申告した人の中でも半分以下（40.4%）に過ぎない。

### 宗教
クリミアはキリスト教の受容が早くに進み、沿岸部に住むギリシャ人や山岳地帯に住むゴート人が正教会を信仰していた。8世紀のゴート主教イオアンニスがよく知られている。988年にキエフ大公国のウラジーミル1世はクリミア半島のギリシャ人都市ケルソネソス（現在のセヴァストポリ）でキリスト教に改宗した。中部・北部のステップでは、ハザールがユダヤ教を信仰していた時代もあったが、13世紀にクリミア半島の支配者となったジョチ・ウルスがイスラム教を受容した。スタールイ・クルイムには支配下の部族をイスラムに集団改宗させたことで知られるウズベク・ハンが1314年に建立したモスクがある。
オスマン帝国支配下のクリミア・ハン国時代、クリミア半島ではイスラム教が浸透していたが、1783年のロシア帝国の併合以降は東スラブ系の正教会が再び優勢となった。現在も全人口の10%ほどのクリミア・タタール人の大部分がイスラム教徒(多くはスンナ派)である。クリムチャク人やクリミア・カライム人といったクリミアに定着したユダヤ人はクリミア・タタール語と相互理解性のある言語を使う。80%以上を占める東スラブ系民族はロシア正教会などのキリスト教徒または無宗教である。

## 文化

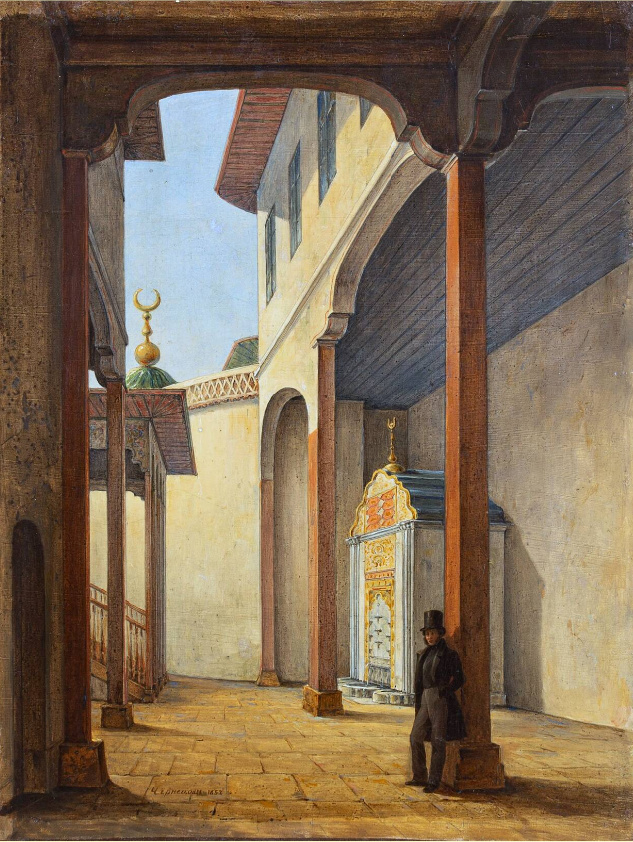
バフチサライの泉とプーシキン（グリゴリー・チェルネツォフ画）

クリミア半島には古代ギリシア、ローマ以来の遺跡が数多くある。クリミア・ハン国時代の遺跡は、旧都バフチサライに現存するハン宮殿（ハンサライ）が知られる。
また、ロシア帝国時代に作られた建物も現存しており、その中で代表的なものはマサンドラ宮殿がある。この宮殿は19世紀に設けられており現在、アルプキン歴史保護区の一部門として管轄されている。
ロシアへの併合以降、クリミアはロシアや周辺地域のロマン派に大きな影響を与えた。ロシアの詩人アレクサンドル・プーシキンは、1820年にバフチサライの宮殿を訪問し、代表作のひとつ「バフチサライの泉」の着想を得た。ポーランドの詩人アダム・ミツキェヴィチにとっては、連作「クリミアのソネット」の背景となった。クリミアを旅行した際に得た詩情を込めた18連作のソネットは、祖国を追われた絶望を東方の文化と自然のロマン主義的な叙述で表現している。レフ・トルストイ、アントン・チェーホフらも一時期クリミアに滞在し、作品を執筆している。
クリミア出身の芸術家としては、イヴァン・アイヴァゾフスキーが著名である。アイヴァゾフスキーは19世紀にフェオドシヤでアルメニア人の家系に生まれ、生涯のほとんどをクリミアで過ごした。存命中から海をモチーフにした作品を発表する海洋画家として非常に高名で、彼の作品の多くは黒海を描いている。クリミア戦争中には戦闘についての作品を描いたことも知られる。

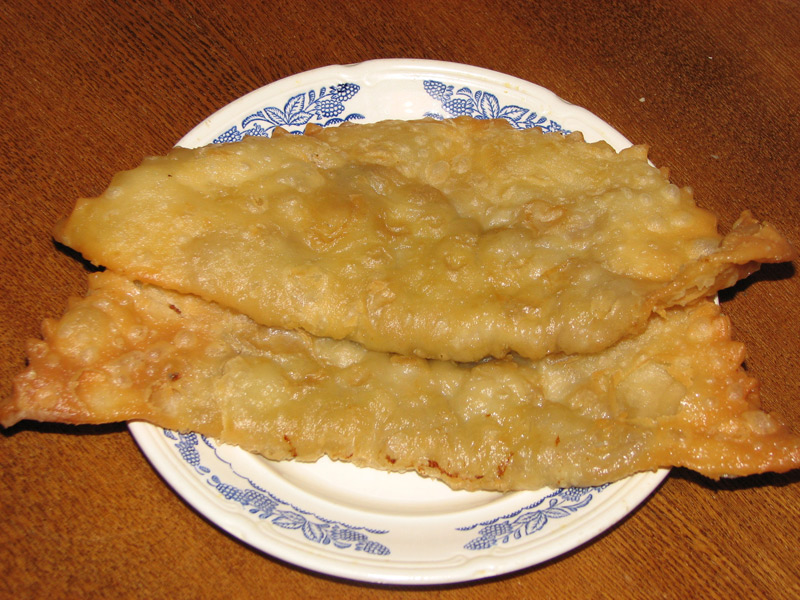
代表的なクリミア・タタール料理、チェブレキ
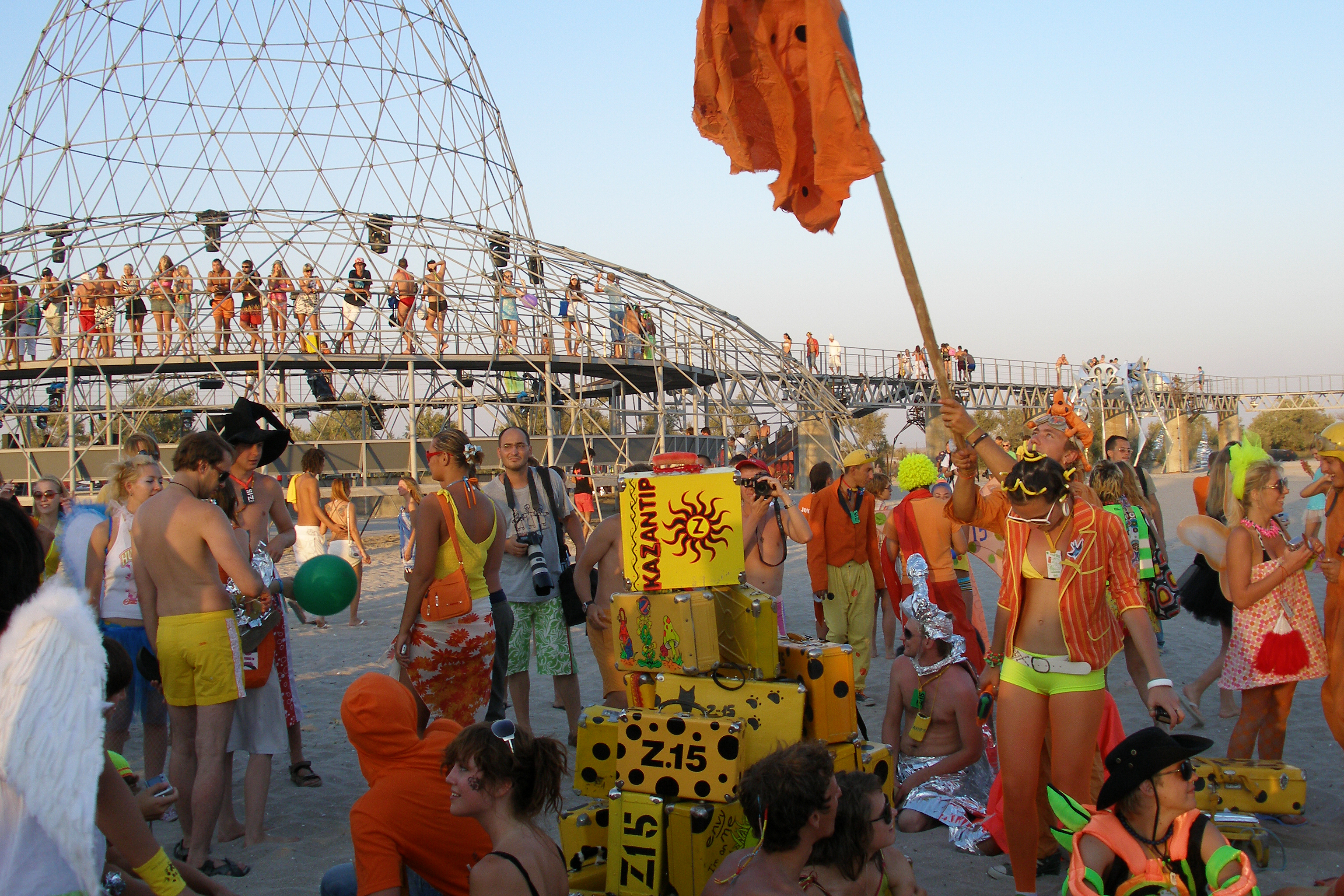
カザンティプ音楽フェスティバルに集まった人々（2007年）
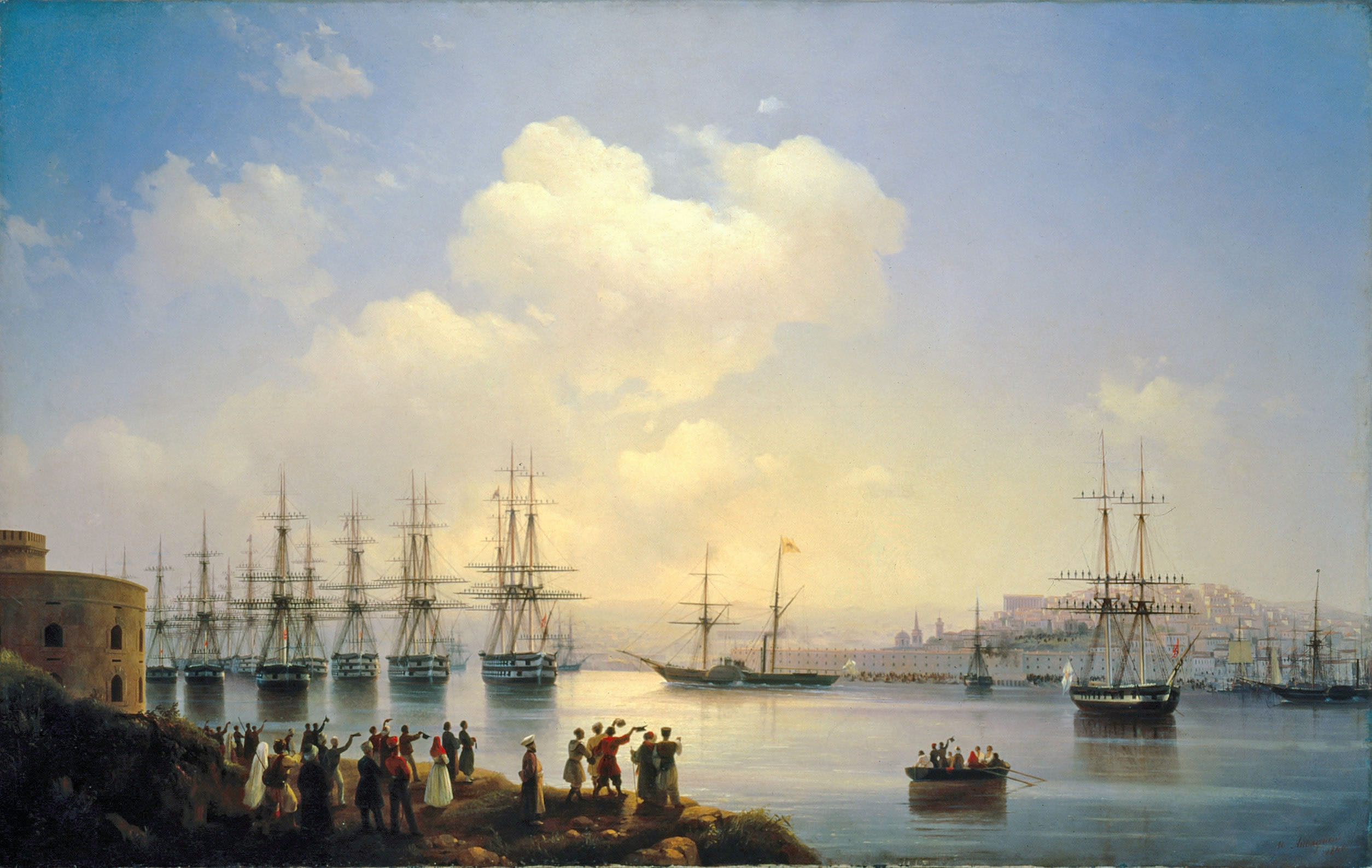
セヴァストポリのロシア艦隊（イヴァン・アイヴァゾフスキー画、1846年）
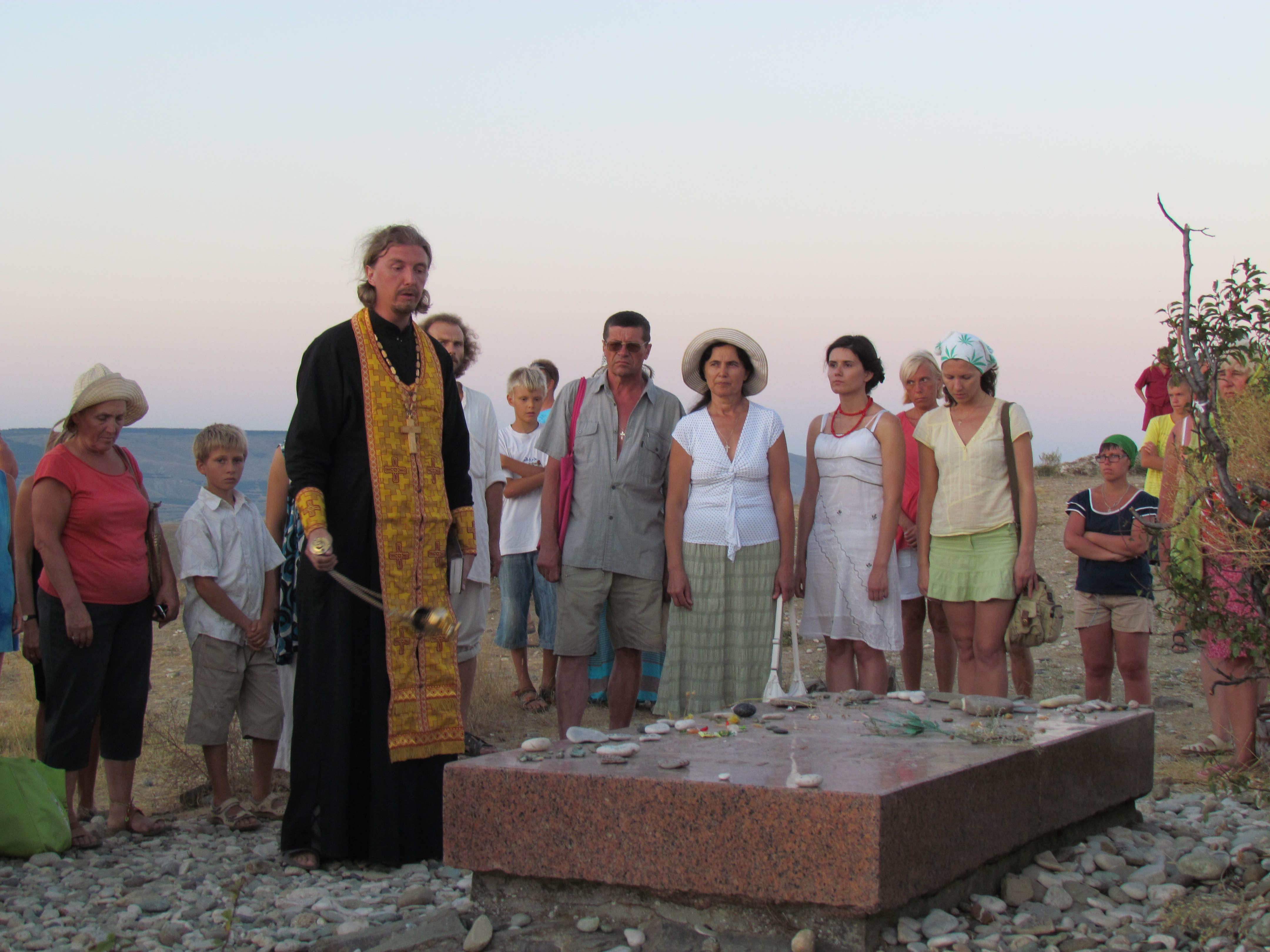
詩人マクシミリアン・ヴォローシン（ウクライナ語版、ロシア語版、英語版）の墓

## 画像

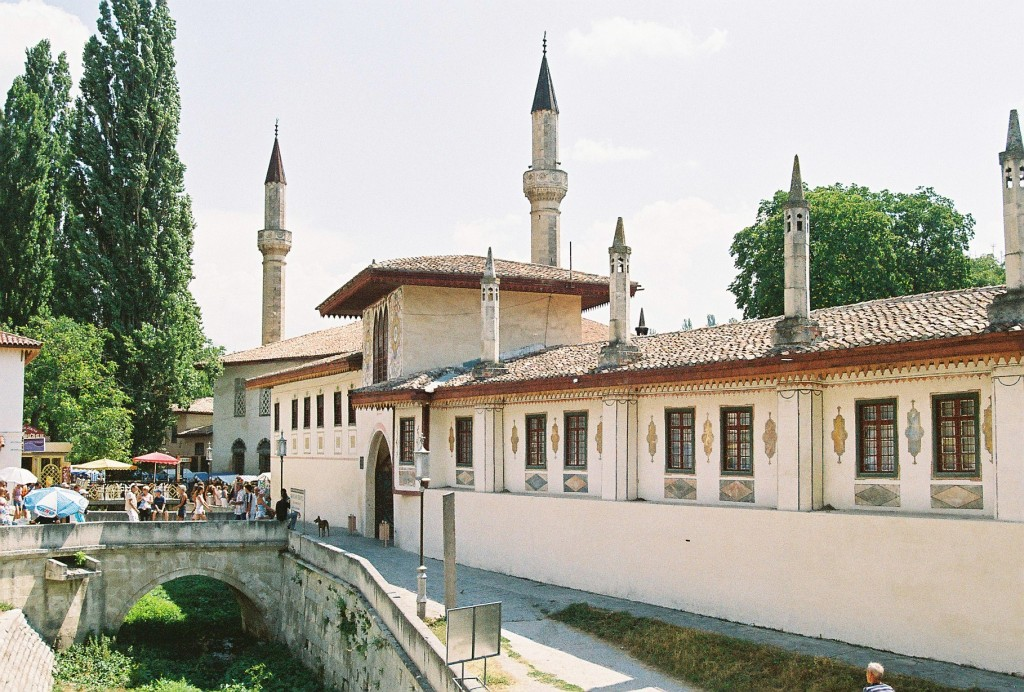
バフチサライのハン宮殿
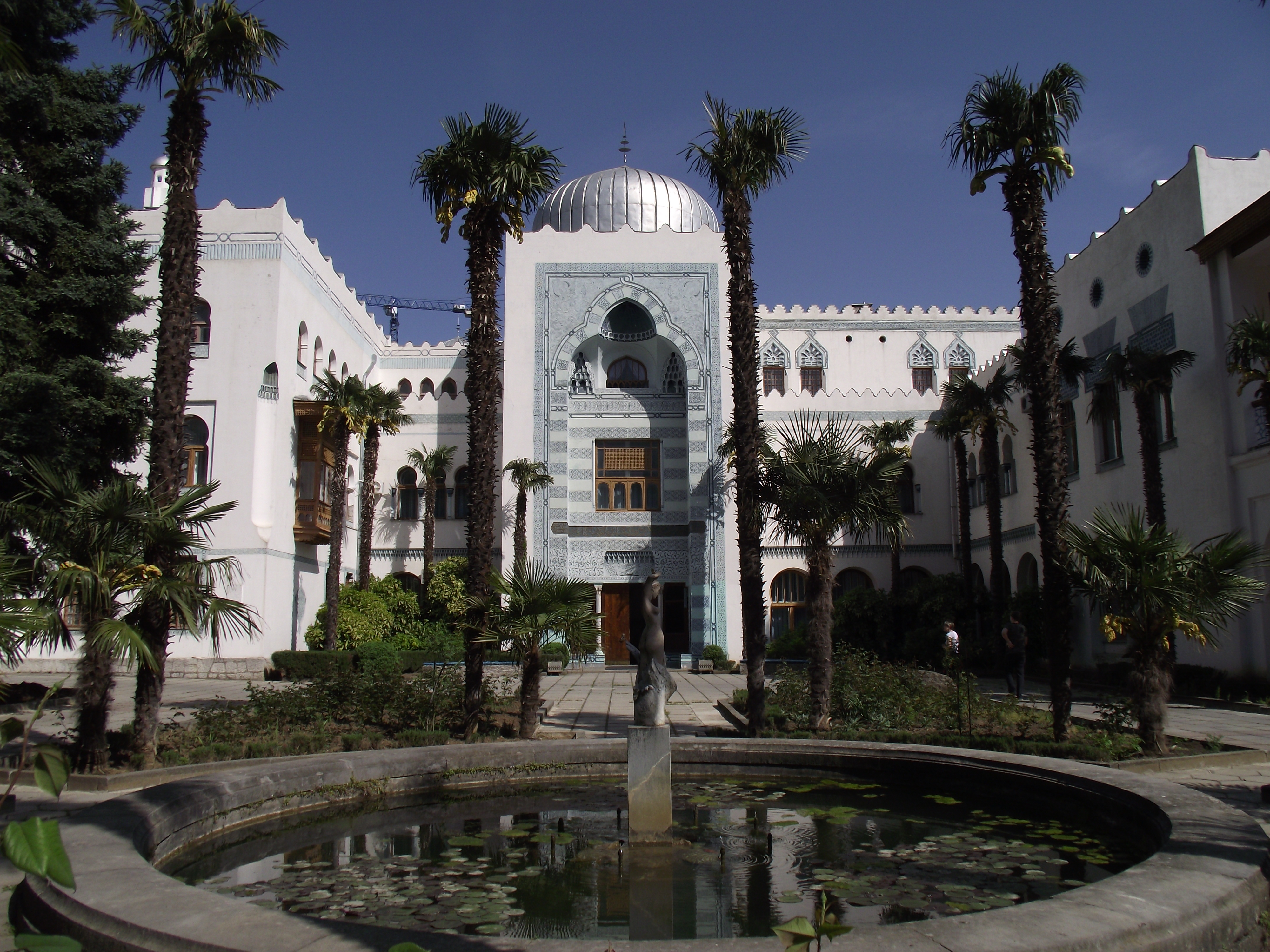
コレイズのドゥルベル宮殿
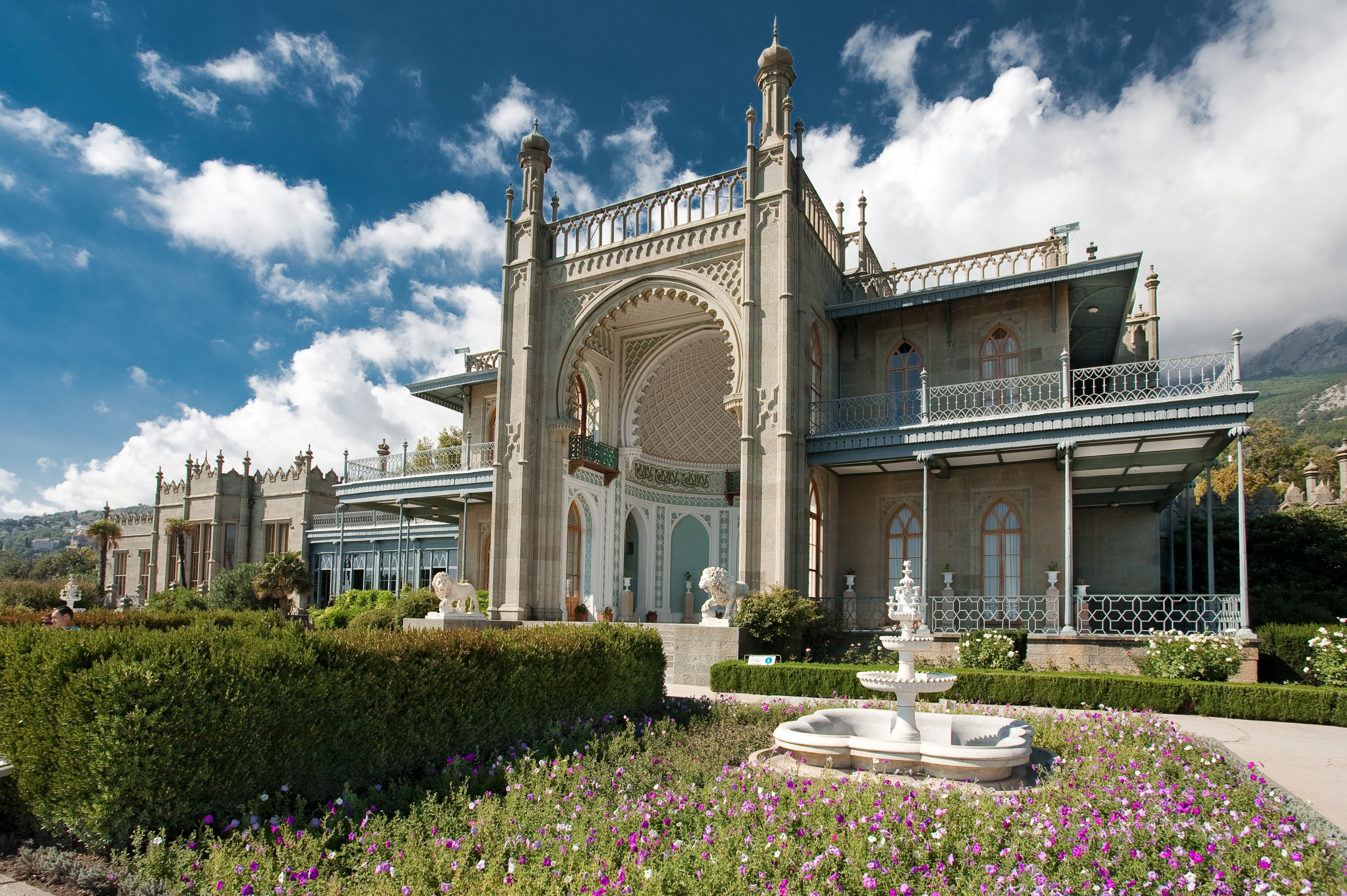
アルプカのヴォロンツォフ宮殿
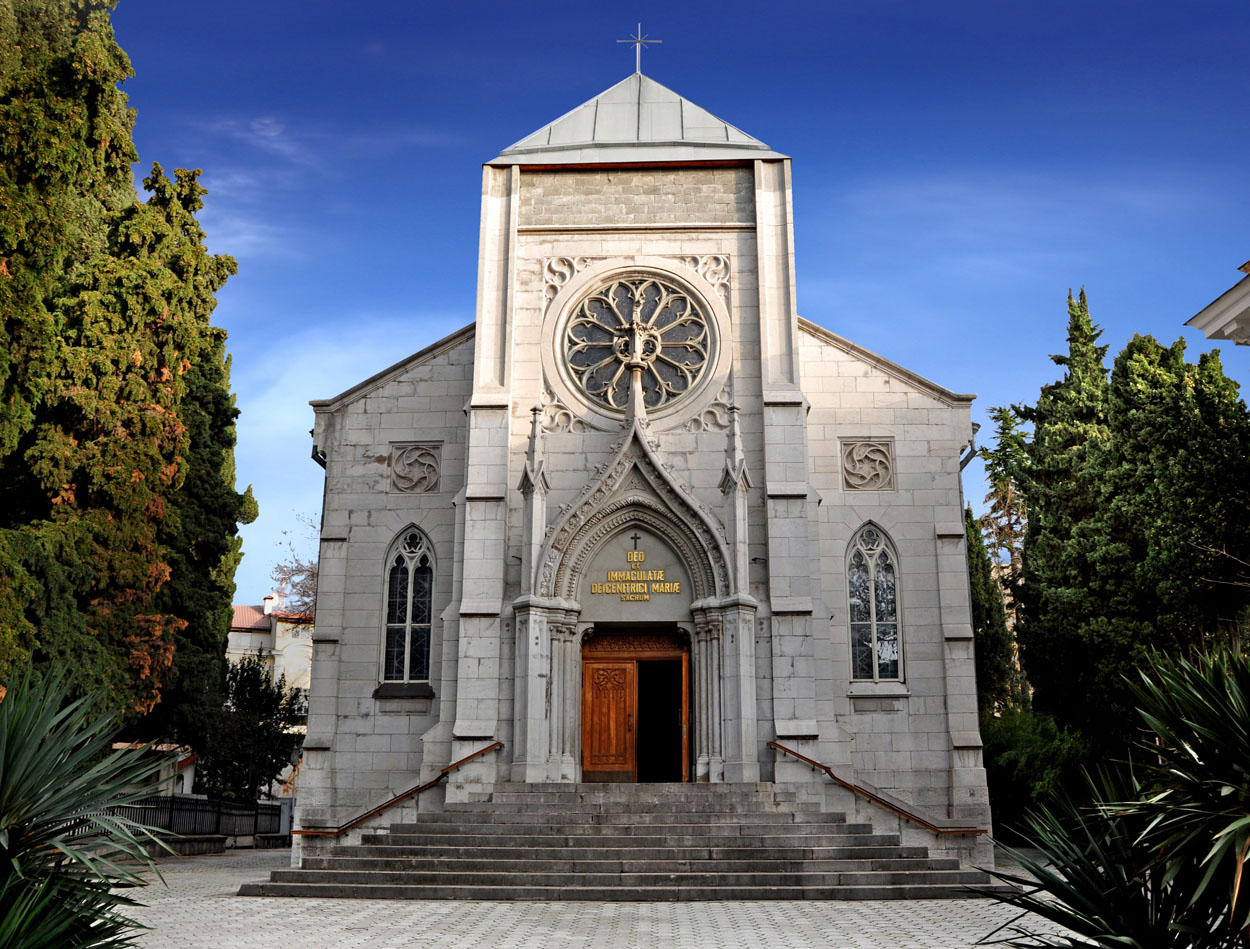
ヤルタのカトリック教会
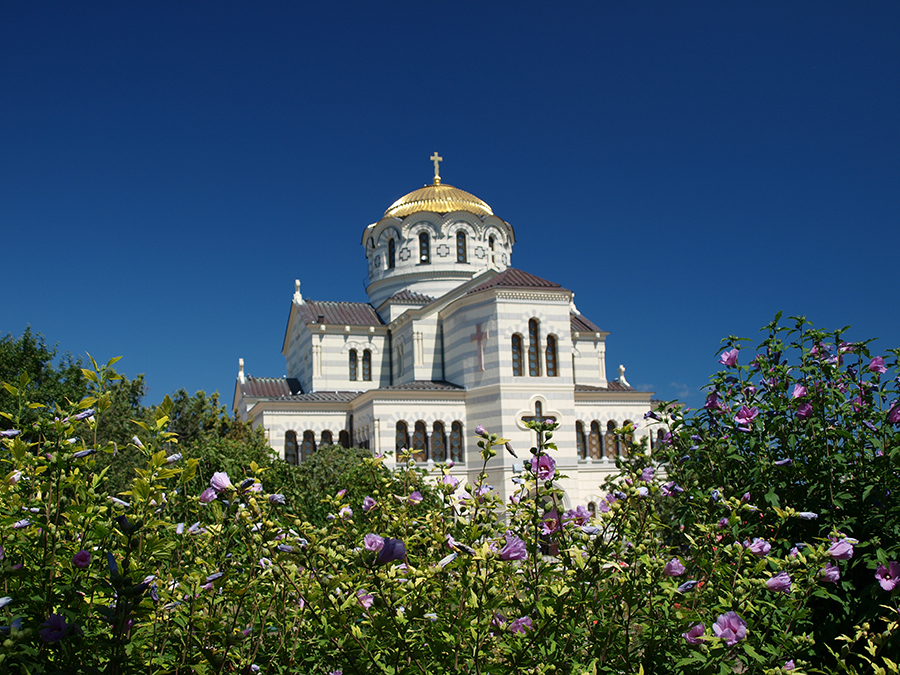
セヴァストポリの聖ウラジーミル大聖堂